# Мерна планка
Мерна планка (също и мерна пластина) – част от мерника, в която се намира прорез, който при прицелването с огнестрелното оръжие се съвместява (напасва) с мушката.
Има различна конструкция в различните модели. Понякога се нарича погрешно мерник. При ППШ тя представлява нерегулируема V-образна прорез, а във винтовката на Мосин, например – регулируема прицелна планка с прорез (или две такива на винтовките със страничния прицел) и с хомутиком.